# Cantone di Amance
Il Cantone di Amance era una divisione amministrativa dell'Arrondissement di Vesoul.
A seguito della riforma approvata con decreto del 17 febbraio 2014, che ha avuto attuazione dopo le elezioni dipartimentali del 2015, è stato soppresso.

## Composizione
Comprendeva 13 comuni:
- Amance
- Anchenoncourt-et-Chazel
- Baulay
- Buffignécourt
- Contréglise
- Faverney
- Menoux
- Montureux-lès-Baulay
- Polaincourt-et-Clairefontaine
- Saint-Remy
- Saponcourt
- Senoncourt
- Venisey